# Saison 2017-2018 de la LHOu
Saison précédente Saison suivante
La saison 2017-2018 est la 52e saison de hockey sur glace de la Ligue de hockey de l'Ouest. La saison régulière débute le 22 septembre 2017 et se termine le 18 mars 2018.

## Saison régulière

### Classement

#### Conférence de l'Est
| Clt   | Équipe                   | division | PJ | V  | D  | DP | DF | BP  | BC  | Pts |
| ----- | ------------------------ | -------- | -- | -- | -- | -- | -- | --- | --- | --- |
| +001, | Warriors de Moose Jaw    | Est      | 72 | 52 | 15 | 2  | 3  | 326 | 216 | 109 |
| +002, | Broncos de Swift Current | Est      | 72 | 48 | 17 | 5  | 2  | 284 | 213 | 103 |
| +003, | Pats de Regina           | Est      | 72 | 40 | 25 | 6  | 1  | 245 | 235 | 87  |
| +004, | Wheat Kings de Brandon   | Est      | 72 | 40 | 27 | 3  | 2  | 272 | 255 | 85  |
| +005, | Raiders de Prince Albert | Est      | 72 | 32 | 27 | 9  | 4  | 245 | 250 | 77  |
| +006, | Blades de Saskatoon      | Est      | 72 | 35 | 33 | 3  | 1  | 237 | 276 | 74  |

- Champion de la ligue
- Qualifié pour les séries éliminatoires

| Clt   | Équipe                   | division | PJ | V  | D  | DP | DF | BP  | BC  | Pts |
| ----- | ------------------------ | -------- | -- | -- | -- | -- | -- | --- | --- | --- |
| +001, | Tigers de Medicine Hat   | Centrale | 72 | 36 | 28 | 8  | 0  | 260 | 252 | 80  |
| +002, | Hurricanes de Lethbridge | Centrale | 72 | 33 | 33 | 6  | 0  | 244 | 260 | 72  |
| +003, | Rebels de Red Deer       | Centrale | 72 | 27 | 32 | 10 | 3  | 209 | 250 | 67  |
| +004, | Ice de Kootenay          | Centrale | 72 | 27 | 38 | 5  | 2  | 215 | 275 | 61  |
| +005, | Hitmen de Calgary        | Centrale | 72 | 24 | 37 | 9  | 2  | 226 | 276 | 59  |
| +006, | Oil Kings d'Edmonton     | Centrale | 72 | 22 | 42 | 6  | 2  | 204 | 315 | 52  |

- Meneur de sa division
- Qualifié pour les séries éliminatoires

#### Conférence de l'Ouest
| Clt   | Équipe                   | division | PJ | V  | D  | DP | DF | BP  | BC  | Pts |
| ----- | ------------------------ | -------- | -- | -- | -- | -- | -- | --- | --- | --- |
| +001, | Rockets de Kelowna       | B.C.     | 72 | 43 | 22 | 5  | 2  | 280 | 249 | 93  |
| +002, | Royals de Victoria       | B.C.     | 72 | 39 | 27 | 4  | 2  | 287 | 264 | 84  |
| +003, | Giants de Vancouver      | B.C.     | 72 | 36 | 27 | 6  | 3  | 233 | 257 | 81  |
| +004, | Blazers de Kamloops      | B.C.     | 72 | 30 | 37 | 1  | 4  | 212 | 237 | 65  |
| +005, | Cougars de Prince George | B.C.     | 72 | 24 | 38 | 5  | 5  | 217 | 295 | 58  |

- Meneur de sa division
- Qualifié pour les séries éliminatoires

| Clt   | Équipe                  | division | PJ | V  | D  | DP | DF | BP  | BC  | Pts |
| ----- | ----------------------- | -------- | -- | -- | -- | -- | -- | --- | --- | --- |
| +001, | Silvertips d'Everett    | U.S.     | 72 | 47 | 20 | 2  | 3  | 246 | 167 | 99  |
| +002, | Winterhawks de Portland | U.S.     | 72 | 44 | 22 | 1  | 5  | 274 | 214 | 94  |
| +003, | Chiefs de Spokane       | U.S.     | 72 | 41 | 25 | 3  | 3  | 282 | 240 | 88  |
| +004, | Americans de Tri-City   | U.S.     | 72 | 38 | 25 | 8  | 1  | 255 | 249 | 85  |
| +005, | Thunderbirds de Seattle | U.S.     | 72 | 34 | 28 | 8  | 2  | 250 | 258 | 78  |

- Champion de Conférence
- Qualifié pour les séries éliminatoires

### Meilleurs pointeurs
| Joueur             | Équipe                   | PJ | B  | A  | Pts | Pun |
| ------------------ | ------------------------ | -- | -- | -- | --- | --- |
| Jayden Halbgewachs | Warriors de Moose Jaw    | 72 | 70 | 59 | 129 | 12  |
| Glenn Gawdin       | Broncos de Swift Current | 67 | 56 | 69 | 125 | 101 |
| Aleksi Heponiemi   | Broncos de Swift Current | 57 | 28 | 90 | 118 | 28  |
| Brayden Burke      | Warriors de Moose Jaw    | 61 | 31 | 82 | 113 | 45  |
| Matthew Phillips   | Royals de Victoria       | 71 | 48 | 64 | 112 | 32  |
| Tyler Steenbergen  | Broncos de Swift Current | 56 | 47 | 55 | 102 | 44  |
| Cody Glass         | Winterhawks de Portland  | 64 | 37 | 65 | 102 | 26  |
| Ty Lewis           | Wheat Kings de Brandon   | 70 | 44 | 56 | 100 | 60  |
| Patrick Bajkov     | Silvertips d'Everett     | 72 | 33 | 67 | 100 | 56  |
| Justin Almeida     | Warriors de Moose Jaw    | 72 | 43 | 55 | 98  | 10  |

### Meilleurs gardiens
| Gardien        | Équipe                  | PJ | Min   | V  | D  | DP | DF | Bl | Moy  | %Arr |
| -------------- | ----------------------- | -- | ----- | -- | -- | -- | -- | -- | ---- | ---- |
| Carter Hart    | Silvertips d'Everett    | 41 | 2 437 | 31 | 6  | 1  | 3  | 7  | 1,60 | 94.7 |
| Cole Kehler    | Winterhawks de Portland | 53 | 3 079 | 30 | 16 | 1  | 4  | 4  | 2,77 | 90.9 |
| Max Paddock    | Pats de Regina          | 33 | 1 738 | 19 | 7  | 1  | 1  | 0  | 2,90 | 90.4 |
| Dylan Ferguson | Blazers de Kamloops     | 59 | 3 382 | 24 | 28 | 1  | 3  | 1  | 2,95 | 90.7 |
| Brody Willms   | Warriors de Moose Jaw   | 54 | 3 158 | 37 | 11 | 2  | 2  | 4  | 3,00 | 89.8 |

## Séries éliminatoires de la Coupe Ed Chynoweth
Le vainqueur des séries remportent la Coupe Ed Chynoweth.
Seize équipes participent aux séries éliminatoires:
|  | Huitièmes de finale | Huitièmes de finale      | Huitièmes de finale      |   |                          | Quarts de finale         | Quarts de finale | Quarts de finale |  |   | Demi-finales             | Demi-finales | Demi-finales |  |   | Finale                   | Finale | Finale |
|  |                     |                          |                          |   |                          |                          |                  |                  |  |   |                          |              |              |  |   |                          |        |        |
|  | 1                   | Warriors de Moose Jaw    | 4                        |   |                          |                          |                  |                  |  |   |                          |              |              |  |   |                          |        |        |
|  | 16                  | Raiders de Prince Albert | 3                        |   |                          |                          |                  |                  |  |   |                          |              |              |  |   |                          |        |        |
|  | 16                  | Raiders de Prince Albert | 3                        |   | 1                        | Warriors de Moose Jaw    | 3                |                  |  |   |                          |              |              |  |   |                          |        |        |
|  |                     |                          |                          |   | 1                        | Warriors de Moose Jaw    | 3                |                  |  |   |                          |              |              |  |   |                          |        |        |
|  |                     | 2                        | Broncos de Swift Current | 4 |                          |                          |                  |                  |  |   |                          |              |              |  |   |                          |        |        |
|  | 2                   | 2                        | Broncos de Swift Current | 4 | Broncos de Swift Current | 4                        |                  |                  |  |   |                          |              |              |  |   |                          |        |        |
|  | 2                   |                          |                          |   | Broncos de Swift Current | 4                        |                  |                  |  |   |                          |              |              |  |   |                          |        |        |
|  | 15                  | Pats de Regina           | 3                        |   |                          |                          |                  |                  |  |   |                          |              |              |  |   |                          |        |        |
|  | 15                  | Pats de Regina           | 3                        |   |                          |                          |                  |                  |  | 2 | Broncos de Swift Current | 4            |              |  |   |                          |        |        |
|  |                     |                          |                          |   |                          |                          |                  |                  |  | 2 | Broncos de Swift Current | 4            |              |  |   |                          |        |        |
|  |                     | 3                        | Hurricanes de Lethbridge | 2 |                          |                          |                  |                  |  |   |                          |              |              |  |   |                          |        |        |
|  | 3                   | 3                        | Hurricanes de Lethbridge | 2 | Hurricanes de Lethbridge | 4                        |                  |                  |  |   |                          |              |              |  |   |                          |        |        |
|  | 3                   |                          |                          |   | Hurricanes de Lethbridge | 4                        |                  |                  |  |   |                          |              |              |  |   |                          |        |        |
|  | 14                  | Rebels de Red Deer       | 1                        |   |                          |                          |                  |                  |  |   |                          |              |              |  |   |                          |        |        |
|  | 14                  | Rebels de Red Deer       | 1                        |   | 3                        | Hurricanes de Lethbridge | 4                |                  |  |   |                          |              |              |  |   |                          |        |        |
|  |                     |                          |                          |   | 3                        | Hurricanes de Lethbridge | 4                |                  |  |   |                          |              |              |  |   |                          |        |        |
|  |                     | 13                       | Wheat Kings de Brandon   | 1 |                          |                          |                  |                  |  |   |                          |              |              |  |   |                          |        |        |
|  | 4                   | 13                       | Wheat Kings de Brandon   | 1 | Tigers de Medicine Hat   | 2                        |                  |                  |  |   |                          |              |              |  |   |                          |        |        |
|  | 4                   |                          |                          |   | Tigers de Medicine Hat   | 2                        |                  |                  |  |   |                          |              |              |  |   |                          |        |        |
|  | 13                  | Wheat Kings de Brandon   | 4                        |   |                          |                          |                  |                  |  |   |                          |              |              |  |   |                          |        |        |
|  | 13                  | Wheat Kings de Brandon   | 4                        |   |                          |                          |                  |                  |  |   |                          |              |              |  | 2 | Broncos de Swift Current | 4      |        |
|  |                     |                          |                          |   |                          |                          |                  |                  |  |   |                          |              |              |  | 2 | Broncos de Swift Current | 4      |        |
|  |                     | 5                        | Silvertips d'Everett     | 2 |                          |                          |                  |                  |  |   |                          |              |              |  |   |                          |        |        |
|  | 5                   | 5                        | Silvertips d'Everett     | 2 | Silvertips d'Everett     | 4                        |                  |                  |  |   |                          |              |              |  |   |                          |        |        |
|  | 5                   |                          |                          |   | Silvertips d'Everett     | 4                        |                  |                  |  |   |                          |              |              |  |   |                          |        |        |
|  | 12                  | Thunderbirds de Seattle  | 1                        |   |                          |                          |                  |                  |  |   |                          |              |              |  |   |                          |        |        |
|  | 12                  | Thunderbirds de Seattle  | 1                        |   | 5                        | Silvertips d'Everett     | 4                |                  |  |   |                          |              |              |  |   |                          |        |        |
|  |                     |                          |                          |   | 5                        | Silvertips d'Everett     | 4                |                  |  |   |                          |              |              |  |   |                          |        |        |
|  |                     | 6                        | Winterhawks de Portland  | 1 |                          |                          |                  |                  |  |   |                          |              |              |  |   |                          |        |        |
|  | 6                   | 6                        | Winterhawks de Portland  | 1 | Winterhawks de Portland  | 4                        |                  |                  |  |   |                          |              |              |  |   |                          |        |        |
|  | 6                   |                          |                          |   | Winterhawks de Portland  | 4                        |                  |                  |  |   |                          |              |              |  |   |                          |        |        |
|  | 11                  | Chiefs de Spokane        | 3                        |   |                          |                          |                  |                  |  |   |                          |              |              |  |   |                          |        |        |
|  | 11                  | Chiefs de Spokane        | 3                        |   |                          |                          |                  |                  |  | 5 | Silvertips d'Everett     | 4            |              |  |   |                          |        |        |
|  |                     |                          |                          |   |                          |                          |                  |                  |  | 5 | Silvertips d'Everett     | 4            |              |  |   |                          |        |        |
|  |                     | 9                        | Americans de Tri-City    | 2 |                          |                          |                  |                  |  |   |                          |              |              |  |   |                          |        |        |
|  | 7                   | 9                        | Americans de Tri-City    | 2 | Royals de Victoria       | 4                        |                  |                  |  |   |                          |              |              |  |   |                          |        |        |
|  | 7                   |                          |                          |   | Royals de Victoria       | 4                        |                  |                  |  |   |                          |              |              |  |   |                          |        |        |
|  | 10                  | Giants de Vancouver      | 3                        |   |                          |                          |                  |                  |  |   |                          |              |              |  |   |                          |        |        |
|  | 10                  | Giants de Vancouver      | 3                        |   | 7                        | Royals de Victoria       | 0                |                  |  |   |                          |              |              |  |   |                          |        |        |
|  |                     |                          |                          |   | 7                        | Royals de Victoria       | 0                |                  |  |   |                          |              |              |  |   |                          |        |        |
|  |                     | 9                        | Americans de Tri-City    | 4 |                          |                          |                  |                  |  |   |                          |              |              |  |   |                          |        |        |
|  | 8                   | 9                        | Americans de Tri-City    | 4 | Rockets de Kelowna       | 0                        |                  |                  |  |   |                          |              |              |  |   |                          |        |        |
|  | 8                   |                          |                          |   | Rockets de Kelowna       | 0                        |                  |                  |  |   |                          |              |              |  |   |                          |        |        |
|  | 9                   | Americans de Tri-City    | 4                        |   |                          |                          |                  |                  |  |   |                          |              |              |  |   |                          |        |        |

## Honneurs et trophées
- Trophée Scotty-Munro, remis au champion de la saison régulière  : Warriors de Moose Jaw
- Trophée commémoratif des quatre Broncos, remis au meilleur joueur : Carter Hart (Silvertips d'Everett)
- Trophée Daryl-K.-(Doc)-Seaman, remis au meilleur joueur étudiant : Ty Smith (Chiefs de Spokane)
- Trophée Bob-Clarke, remis au meilleur pointeur : Jayden Halbgewachs (Warriors de Moose Jaw)
- Trophée Brad-Hornung, remis au joueur ayant le meilleur esprit sportif : Aleksi Heponiemi (Broncos de Swift Current)
- Trophée commémoratif Bill-Hunter, remis au meilleur défenseur : Kale Clague (Warriors de Moose Jaw)
- Trophée Jim-Piggott, remis à la meilleure recrue : Dylan Cozens (Hurricanes de Lethbridge)
- Trophée Del-Wilson, remis au meilleur gardien : Carter Hart (Silvertips d'Everett)
- Trophée Dunc-McCallum, remis au meilleur entraîneur : Manny Viveiros (Broncos de Swift Current)
- Trophée Lloyd-Saunders, remis au membre exécutif de l'année : Garry Davidson (Silvertips d'Everett)
- Trophée Allen-Paradice, remis au meilleur arbitre : Brett Iverson
- Trophée St. Clair Group, remis au meilleur membre des relations publique : Oil Kings d'Edmonton
- Trophée Doug-Wickenheiser, remis au joueur ayant démontré la meilleure implication auprès de sa communauté :Ty Ronning (Giants de Vancouver)
- Trophée plus-moins de la WHL, remis au joueur ayant le meilleur ratio +/- : Glenn Gawdin (Broncos de Swift Current)
- Trophée airBC, remis au meilleur joueur en série éliminatoire : Glenn Gawdin (Broncos de Swift Current)
- Alumni Achievement Awards :

### Équipes d'étoiles
| Première équipe    | Première équipe          | Position | Deuxième équipe   | Deuxième équipe          |
| Joueur             | Équipe                   | Position | Joueur            | Équipe                   |
| ------------------ | ------------------------ | -------- | ----------------- | ------------------------ |
| Logan Flodell      | Hurricanes de Lethbridge | G        | Logan Thompson    | Wheat Kings de Brandon   |
| Kale Clague        | Warriors de Moose Jaw    | D        | Josh Mahura       | Pats de Regina           |
| David Quenneville  | Tigers de Medicine Hat   | D        | Colby Sissons     | Broncos de Swift Current |
| Jayden Halbgewachs | Warriors de Moose Jaw    | A        | Tyler Steenbergen | Broncos de Swift Current |
| Glenn Gawdin       | Broncos de Swift Current | A        | Jordy Bellerive   | Hurricanes de Lethbridge |
| Aleksi Heponiemi   | Broncos de Swift Current | A        | Brayden Burke     | Warriors de Moose Jaw    |

| Première équipe      | Première équipe         | Position | Deuxième équipe | Deuxième équipe         |
| Joueur               | Équipe                  | Position | Joueur          | Équipe                  |
| -------------------- | ----------------------- | -------- | --------------- | ----------------------- |
| Carter Hart          | Silvertips d'Everett    | G        | David Tendeck   | Giants de Vancouver     |
| Cal Foote            | Rockets de Kelowna      | D        | Henri Jokiharju | Winterhawks de Portland |
| Ty Smith             | Chiefs de Spokane       | D        | Juuso Valimaki  | Americans de Tri-City   |
| Matthew Phillips     | Royals de Victoria      | A        | Ty Ronning      | Giants de Vancouver     |
| Cody Glass           | Winterhawks de Portland | A        | Dillon Dubé     | Rockets de Kelowna      |
| Jaret Anderson-Dolan | Chiefs de Spokane       | A        | Patrick Bajkov  | Silvertips d'Everett    |